# Jean-Paul Chambas

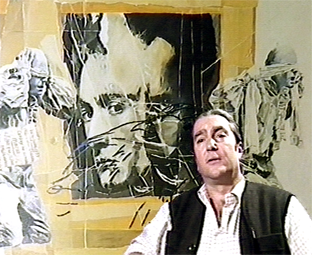
Jean-Paul Chambas, 1995

Jean-Paul Chambas (* 11. März 1947 in Vic-Fezensac, Département Gers) ist ein französischer Maler, Bühnenbildner und Schriftsteller.
Chambas ist verheiratet mit Catherine Nadaud.
Chambas lebt und arbeitet in Paris. Neben seiner Malerei umfasst sein Werk aber auch viel Bühnenbilder im Bereich Theater, Film und Oper, unter anderem mit Jean-Pierre Vincent und Wim Wenders. Weiters hat er mehrere Bücher, meist autobiographische Erzählungen veröffentlicht.
| Personendaten    | Personendaten                                         |
| ---------------- | ----------------------------------------------------- |
| NAME             | Chambas, Jean-Paul                                    |
| KURZBESCHREIBUNG | französischer Maler, Bühnenbildner und Schriftsteller |
| GEBURTSDATUM     | 11. März 1947                                         |
| GEBURTSORT       | Vic-Fezensac, Département Gers                        |